# 第七批全国重点文物保护单位
第七批全国重点文物保护单位于2013年3月5日由中华人民共和国国务院公布，共计1943处，另有与现有全国重点文物保护单位合并的项目共计47处。

## 评审阶段及方法
第七批全国重点文物保护单位的评审工作从2009年开始，到2013年公布，共经过了三个阶段：
- 第一阶段（2009年5月～2010年初），推荐项目的申报。各地共推荐了5573处申报项目。
- 第二阶段（2010年7月～10月），遴选申报项目，确定初步推荐名单。以记名投票方式确定了3057处初步推荐名单。
- 第三阶段（2010年10月～2013年1月），征询意见，确定推荐名单。最终确定1943处申报项目，另有47处申报项目与前六批国保单位相应项目合并，一并上报国务院。

2014年4月25日，北京市八宝山革命公墓被增补为第七批全国重点文物保护单位。

## 评审結果
第七批国保单位仍沿用第六批国保单位采用的分类法，其中：
- 古遗址516处（26.6%）
- 古墓葬186处（9.6%）
- 古建筑795处（40.9%）
- 石窟寺及石刻110处（5.7%）
- 近现代重要史迹及代表性建筑330处（16.9%）
- 其他7处（0.4%）

在地域分布上，文物大省山西省以181处位居首位，其它如河南省168处、湖南省123处、河北省110处、江苏省105处等省份也位居前列。湖南省、重庆市、青海省、新疆维吾尔自治区等地数量增长幅度较大。
与前几批国保单位相比，第七批国保单位包含了较多的工业遗产、乡土建筑、文化景观等新型文化遗产，少数民族地区文物数量也增长明显。
第一至第七批国保单位总数为4296处。

## 列表
- 古遗址
- 古墓葬
- 古建筑
- 石窟寺及石刻
- 近现代重要史迹及代表性建筑
- 其他